# Бернардо Фернандес да Сілва Жуніор
Бернардо Фернандес да Сілва Жуніор (порт. Bernardo Fernandes da Silva Junior, нар. 14 травня 1995, Сан-Паулу) — бразильський футболіст, захисник німецького «Бохума».
Виступав, зокрема, за клуб «РБ Лейпциг».
Чемпіон Австрії. Володар Кубка Австрії. 

## Ігрова кар'єра
Народився 14 травня 1995 року в місті Сан-Паулу. Вихованець футбольної школи клубу «Ред Булл Бразил». Дорослу футбольну кар'єру розпочав 2014 року в основній команді того ж клубу, в якій провів один сезон, взявши участь у 0 матчах чемпіонату. 
Згодом з 2015 по 2016 рік грав у складі команд «Понте-Прета», «Ліферінг» та «Зальцбург».
Своєю грою за останню команду привернув увагу представників тренерського штабу клубу «РБ Лейпциг», до складу якого приєднався 2016 року. Відіграв за клуб з Лейпцига наступні два сезони своєї ігрової кар'єри.
До складу клубу «Брайтон енд Гоув» приєднався 2018 року, підписавши з клубом 4-річний контракт. Станом на 13 січня 2021 року відіграв за клуб з Брайтона 39 матчів в національному чемпіонаті.
19 січня 2021 року був орендований австрійським «Зальцбургом», за який вже виступав раніше.
2 серпня 2023 перейшов до німецького «Бохума».

## Титули і досягнення
- Чемпіон Австрії (4):

«Ред Булл»: 2015-16, 2020-21, 2021-22, 2022-2023
- Володар Кубка Австрії (3):

«Ред Булл»: 2015-16, 2020-21, 2021-22